# Platycheirus flabella
Platycheirus flabella är en tvåvingeart som beskrevs av Hull 1944. Platycheirus flabella ingår i släktet fotblomflugor, och familjen blomflugor.
Artens utbredningsområde är Washington. Inga underarter finns listade i Catalogue of Life.